# Spojené státy americké na Letních olympijských hrách 2008
Spojené státy americké na Letních olympijských hrách v roce 2008 reprezentovalo 588 sportovců, z toho 282 žen a 306 mužů, ve 32 sportech.

## Medailisté
| Medaile | Jméno | Sport                | Soutěž                                         |
| ------- | --- | -------------------- | ---------------------------------------------- |
| Zlato   | Mariel Zagunisová | Šerm                 | Ženy šavle                                     |
| Zlato   | Michael Phelps | Plavání              | Muži 400 m polohový závod                      |
| Zlato   | Michael Phelps Garrett Weber-Gale Cullen Jones Jason Lezak Nathan Adrian* Ben Wildman-Tobriner* Matt Grevers* | Plavání              | Muži štafeta 4 × 100 m volný způsob            |
| Zlato   | Michael Phelps | Plavání              | Muži 200 m volný způsob                        |
| Zlato   | Natalie Coughlinová | Plavání              | Ženy 100 m znak                                |
| Zlato   | Aaron Peirsol | Plavání              | Muži 100 m znak                                |
| Zlato   | Walton Eller | Sportovní střelba    | Muži double trap                               |
| Zlato   | Michael Phelps | Plavání              | Muži 200 m motýlek                             |
| Zlato   | Michael Phelps Ryan Lochte Ricky Berens Peter Vanderkaay Klete Keller* Erik Vendt* David Walters* | Plavání              | Muži štafeta 4 × 200 m volný způsob            |
| Zlato   | Kristin Armstrongová | Cyklistika           | Ženy časovka jednotlivců                       |
| Zlato   | Rebecca Soniová | Plavání              | Ženy 200 m prsa                                |
| Zlato   | Ryan Lochte | Plavání              | Muži 200 m znak                                |
| Zlato   | Michael Phelps | Plavání              | Muži 200 m polohový závod                      |
| Zlato   | Nastia Liukinová | Sportovní gymnastika | Ženy víceboj – jednotlivci                     |
| Zlato   | Michael Phelps | Plavání              | Muži 100 m motýlek                             |
| Zlato   | Vincent Hancock | Sportovní střelba    | Muži skeet                                     |
| Zlato   | Michael Phelps Brendan Hansen Aaron Peirsol Jason Lezak Ian Crocker* Mark Gangloff* Matt Grevers* Garrett Weber-Gale* | Plavání              | Muži štafeta 4 × 100 m polohový závod          |
| Zlato   | Venus Williamsová Serena Williamsová | Tenis                | Ženy čtyřhra                                   |
| Zlato   | Mary Whippleová Caryn Davies Caroline Lind Susan Francia Anna Cummins Elle Logan Anna Goodale Lindsay Shoop Erin Cafarová | Veslování            | Ženy osmiveslice                               |
| Zlato   | Stephanie Traftonová | Atletika             | Ženy hod diskem                                |
| Zlato   | Angelo Taylor | Atletika             | Muži 400 m překážek                            |
| Zlato   | McLain Ward Laura Kraut Will Simpson Beezie Maddenová | Jezdectví            | Parkurové skákání – družstvo                   |
| Zlato   | Anna Tunnicliffe | Jachting             | Ženy třída Laser Radial                        |
| Zlato   | Henry Cejudo | Zápas                | Muži do 55 kg volný způsob                     |
| Zlato   | Shawn Johnsonová | Sportovní gymnastika | Ženy kladina                                   |
| Zlato   | Dawn Harperová | Atletika             | Ženy 100 m překážek                            |
| Zlato   | Misty May-Treanor Kerri Walshová | Plážový volejbal     | Ženy                                           |
| Zlato   | LaShawn Merritt | Atletika             | Muži 400 m                                     |
| Zlato   | Nicole Barnhart Shannon Boxx Rachel Buehler Lori Chalupny Lauren Cheney Stephanie Cox Tobin Heath Angela Hucles Natasha Kai Carli Lloydová Kate Markgraf Heather Mitts Heather O'Reilly Christie Rampone Amy Rodriguez Hope Solová Lindsay Tarpley Aly Wagner                                                                                 | Fotbal               | Turnaj žen                                     |
| Zlato   | Phil Dalhausser Todd Rogers | Plážový volejbal     | Muži                                           |
| Zlato   | Bryan Clay | Atletika             | Muži desetiboj                                 |
| Zlato   | LaShawn Merritt David Neville Kerron Clement* Jeremy Wariner Angelo Taylor Reggie Witherspoon* | Atletika             | Muži štafeta 4 × 400 m                         |
| Zlato   | Allyson Felixová Natasha Hastings* Monique Henderson Sanya Richardsová Mary Wineberg | Atletika             | Ženy štafeta 4 × 400 m                         |
| Zlato   | Seimone Augustus Sue Bird Tamika Catchings Sylvia Fowles Kara Lawson Lisa Leslieová DeLisha Milton-Jones Candace Parker Cappie Pondexter Katie Smith Diana Taurasi Tina Thompson | Basketbal            | Turnaj žen                                     |
| Zlato   | Lloy Ball Gabe Gardner Kevin Hansen Tom Hoff Rich Lambourne David Lee Ryan Millar Reid Priddy Sean Rooney Riley Salmon Clay Stanley Scott Touzinsky | Volejbal             | turnaj mužů                                    |
| Zlato   | Carmelo Anthony Carlos Boozer Chris Bosh Kobe Bryant Dwight Howard LeBron James Jason Kidd Chris Paul Tayshaun Prince Michael Redd Dwyane Wade Deron Williams | Basketbal            | Turnaj mužů                                    |
| Stříbro | Sada Jacobsonová | Šerm                 | Družstvo žen šavle                             |
| Stříbro | Dara Torresová Natalie Coughlinová Emily Silver* Lacey Nymeyer Kara Lynn Joyce Julia Smit* | Plavání              | Ženy štafeta 4 × 100 m volný způsob            |
| Stříbro | Christine Magnuson | Plavání              | Ženy 100 m motýlek                             |
| Stříbro | Katie Hoffová | Plavání              | Ženy 400 m volný způsob                        |
| Stříbro | Matt Grevers | Plavání              | Muži 100 m znak                                |
| Stříbro | Rebecca Soniová | Plavání              | Ženy 100 m prsa                                |
| Stříbro | Gina Milesová | Jezdectví            | Jezdecká všestrannost – jednotlivci            |
| Stříbro | Shawn Johnsonová Nastia Liukinová Chellsie Memmel Samantha Peszek Alicia Sacramone Bridget Sloan | Sportovní gymnastika | Družstvo žen                                   |
| Stříbro | Kim Rhodeová | Sportovní střelba    | Ženy skeet                                     |
| Stříbro | Aaron Peirsol | Plavání              | Muži 200 m znak                                |
| Stříbro | Matthew Emmons | Sportovní střelba    | Muži 50 metrů libovolná malorážka 60 ran vleže |
| Stříbro | Shawn Johnsonová | Sportovní gymnastika | Ženy víceboj – jednotlivci                     |
| Stříbro | Christian Cantwell | Atletika             | Muži vrh koulí                                 |
| Stříbro | Margaret Hoelzer | Plavání              | Ženy 200 m znak                                |
| Stříbro | Michelle Guérette | Veslování            | Ženy skif                                      |
| Stříbro | Emily Cross Erinn Smart Hanna Thompson | Šerm                 | Družstvo žen fleret                            |
| Stříbro | Hyleas Fountainová | Atletika             | Ženy sedmiboj                                  |
| Stříbro | Dara Torresová | Plavání              | Ženy 50 m volný způsob                         |
| Stříbro | Natalie Coughlinová Rebecca Soniová Christine Magnuson Dara Torresová Margaret Hoelzer* Megan Jendrick* Elaine Breeden* Kara Lynn Joyce* | Plavání              | Ženy štafeta 4 × 100 m polohový závod          |
| Stříbro | Zach Railey | Jachting             | Třída Finn                                     |
| Stříbro | Tim Morehouse Jason Rogers Keeth Smart James Williams | Šerm                 | Družstvo mužů šavle                            |
| Stříbro | Shawn Johnsonová | Sportovní gymnastika | Ženy prostná                                   |
| Stříbro | Kerron Clement | Atletika             | Muži 400 m překážek                            |
| Stříbro | Nastia Liukinová | Sportovní gymnastika | Ženy bradla                                    |
| Stříbro | Jennifer Stuczynská | Atletika             | Ženy skok o tyči                               |
| Stříbro | Nastia Liukinová | Sportovní gymnastika | Ženy kladina                                   |
| Stříbro | Jonathan Horton | Sportovní gymnastika | Muži hrazda                                    |
| Stříbro | Sheena Tostaová | Atletika             | Ženy 400 m překážek                            |
| Stříbro | Shawn Crawford | Atletika             | Muži 200 m                                     |
| Stříbro | Heather Petri Brittany Hayes Brenda Villa Lauren Wenger Natalie Golda Patty Cardenas Jessica Steffens Elsie Windes Alison Gregorka Moriah van Norman Kami Craig Elizabeth Armstrong Jaime Hipp | Vodní pólo           | Turnaj žen                                     |
| Stříbro | Monica Abbott Stacey Nuveman Crystl Bustos Jennie Finchová Laura Berg Lauren Lappin Lovieanne Jung Cat Osterman Tairia Flowers Andrea Duran Jessica Mendoza Victoria Galindo Kelly Kretschman Caitlin Lowe Natasha Watley | Softball             | Turnaj žen                                     |
| Stříbro | Allyson Felixová | Atletika             | Ženy 200 m                                     |
| Stříbro | Mark López | Taekwondo            | Muži 68 kg                                     |
| Stříbro | Jeremy Wariner | Atletika             | Muži 400 m                                     |
| Stříbro | David Payne | Atletika             | Muži 110 m překážek                            |
| Stříbro | Mike Day | Cyklistika           | Muži BMX                                       |
| Stříbro | Ogonna Nnamani Kim Willoughby Danielle Scott-Arruda Tayyiba Haneef-Park Lindsey Berg Stacy Sykora Nicole Davis Heather Bown Jennifer Joines Kim Glass Robyn Ah Mow-Santos Logan Tom | Volejbal             | Turnaj žen                                     |
| Stříbro | Merrill Moses Peter Varellas Peter Hudnut Jeff Powers Adam Wright Rick Merlo Layne Beaubien Tony Azevedo Ryan Bailey Tim Hutten Jesse Smith J. W. Krumpholz Brandon Brooks | Vodní pólo           | Turnaj mužů                                    |
| Stříbro | Shalane Flanaganová | Atletika             | Ženy 10000 m                                   |
| Bronz   | Jason Turner | Sportovní střelba    | Muži 10 m vzduchová pistole                    |
| Bronz   | Becca Wardová | Šerm                 | Ženy šavle                                     |
| Bronz   | Ryan Lochte | Plavání              | Muži 400 m polohový závod                      |
| Bronz   | Larsen Jensen | Plavání              | Muži 400 m volný způsob                        |
| Bronz   | Katie Hoffová | Plavání              | Ženy 400 m polohový závod                      |
| Bronz   | Corey Cogdell | Sportovní střelba    | Ženy trap                                      |
| Bronz   | Peter Vanderkaay | Plavání              | Muži 200 m volný způsob                        |
| Bronz   | Margaret Hoelzer | Plavání              | Ženy 100 m znak                                |
| Bronz   | Alexander Artemev Raj Bhavsar Joe Hagerty Jonathan Horton Justin Spring Kevin Tan | Sportovní gymnastika | Družstvo mužů                                  |
| Bronz   | Natalie Coughlinová | Plavání              | Ženy 200 m polohový závod                      |
| Bronz   | Levi Leipheimer | Cyklistika           | Muži časovka jednotlivců                       |
| Bronz   | Ronda Rouseyová | Judo                 | Ženy 70 kg                                     |
| Bronz   | Jason Lezak | Plavání              | Muži 100 m volný způsob                        |
| Bronz   | Allison Schmitt Natalie Coughlinová Caroline Burckle Katie Hoffová Christine Marshall* Kim Vandenberg* Julia Smit* | Plavání              | Ženy štafeta 4 × 200 m volný způsob            |
| Bronz   | Sada Jacobsonová Becca Wardová Mariel Zagunisová | Šerm                 | Družstvo žen šavel                             |
| Bronz   | Adam Wheeler | Zápas                | Muži řecko-římský 96 kg                        |
| Bronz   | Ryan Lochte | Plavání              | Muži 200 m polohový závod                      |
| Bronz   | Natalie Coughlinová | Plavání              | Ženy 100 m volný způsob                        |
| Bronz   | Bob Bryan Mike Bryan | Tenis                | Muži čtyřhra                                   |
| Bronz   | Walter Dix | Atletika             | Muži 100 m                                     |
| Bronz   | Randi Miller | Zápas                | Ženy do 63 kg volný způsob                     |
| Bronz   | Josh Inman Bryan Volpenhein Daniel Walsh Steven Coppola Micah Boyd Wyatt Allen Beau Hoopman Matt Schnobrich Marcus McElhenney | Veslování            | Muži osmiveslice                               |
| Bronz   | Nastia Liukinová | Sportovní gymnastika | Ženy prostná                                   |
| Bronz   | Bershawn Jackson | Atletika             | Muži 400 m překážek                            |
| Bronz   | Sanya Richardsová-Rossová | Atletika             | Ženy 400 m                                     |
| Bronz   | Walter Dix | Atletika             | Muži 200 m                                     |
| Bronz   | Diana Lopez | Taekwondo            | Ženy 57 kg                                     |
| Bronz   | David Neville | Atletika             | Muži 400 m                                     |
| Bronz   | David Oliver | Atletika             | Muži 110 m překážek                            |
| Bronz   | Beezie Maddenová | Jezdectví            | Parkurové skákání – jednotlivci                |
| Bronz   | Jill Kintner | Cyklistika           | Ženy BMX                                       |
| Bronz   | Donny Robinson | Cyklistika           | Muži BMX                                       |
| Bronz   | Deontay Wilder | Box                  | Muži váha těžká do 91 kg                       |
| Bronz   | Steven López | Taekwondo            | Muži 80 kg                                     |
| Bronz   | Brett Anderson Jake Arrieta Trevor Cahill Jeremy Cummings Brian Duensing Kevin Jepsen Brandon Knight Mike Koplove Blaine Neal Jeff Stevens Stephen Strasburg Casey Weathers Lou Marson Taylor Teagarden Brian Barden Matthew Brown Jason Donald Mike Hessman Jayson Nix Terry Tiffee Dexter Fowler John Gall Matthew LaPorta Nate Schierholtz | Baseball             | Turnaj mužů                                    |

Poznámka * – nebyli členy finálové štafety